# Ligne Mareth

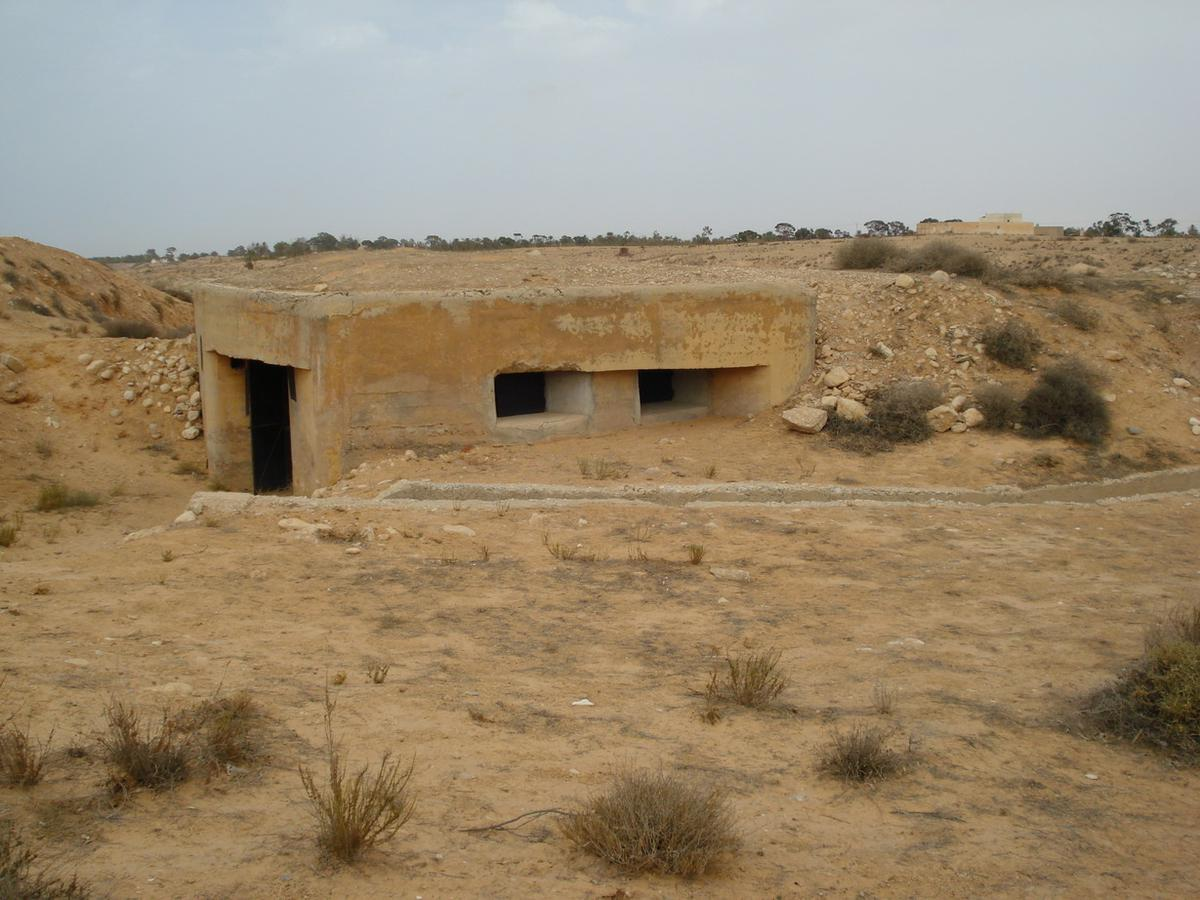
Bunker de la ligne Mareth.

La ligne Mareth (arabe : خط مارث) est un système de fortifications établies par les Français entre la ville de Mareth et les monts Matmata (Tunisie méridionale) avant la Seconde Guerre mondiale. Cette ligne joue un rôle important dans le déroulement des opérations pendant la campagne de Tunisie, de novembre 1942 à mai 1943.
Le 26 décembre 2022, un arrêté en fait un monument classé.

## Construction

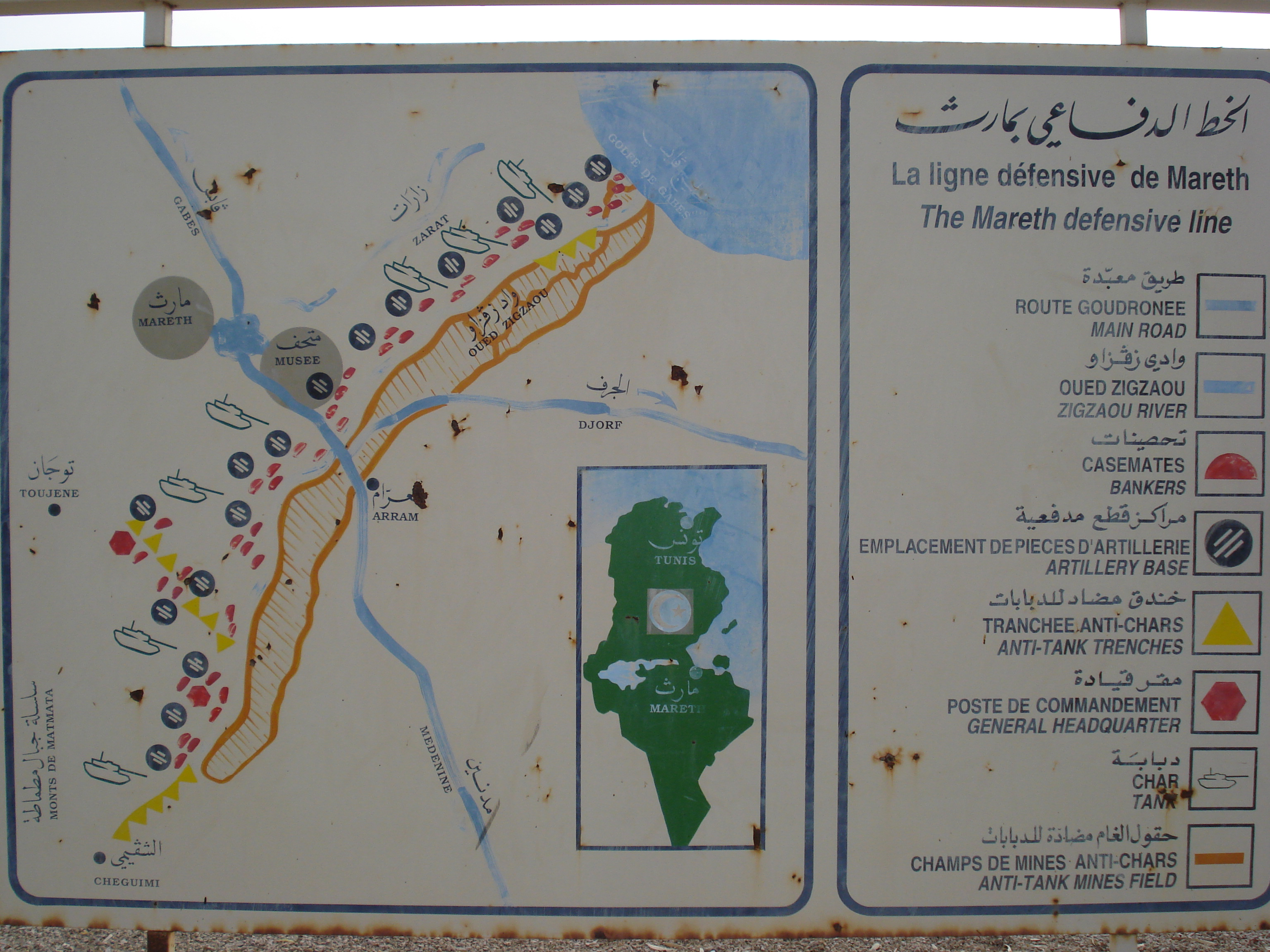
Croquis représentant la ligne renforcée par les Allemands.

Construite entre 1936 et 1940, elle est conçue pour défendre la Tunisie contre les tendances expansionnistes des Italiens depuis la Libye alors colonie italienne. Baptisée « ligne Maginot du désert », elle court sur 45 kilomètres en traversant la route côtière. Elle comporte quarante casemates d'infanterie, huit grandes casemates d'artillerie, quinze postes de commandement et 28 points d'appui.
Au lendemain de la bataille de France, ces ouvrages sont démilitarisés par une commission germano-italienne. À la suite de la défaite de ces derniers à la seconde bataille d'El Alamein, les ouvrages sont réarmés par l'Afrikakorps (novembre 1942 - mars 1943) pour retarder l'avance de la huitième armée britannique dirigée par le général Bernard Montgomery : 100 kilomètres de barbelés sont posés, 100 000 mines antichar, 70 000 mines antipersonnel et des abris sont mis en place et les ouvrages sont renforcés par des canons antichars et antiaériens. De plus, la ligne Mareth étant judicieusement construite derrière l'oued Zigzaou, cela en fait un fossé antichar naturel.

## Opérations
Pour un article plus général, voir Campagne de Tunisie.

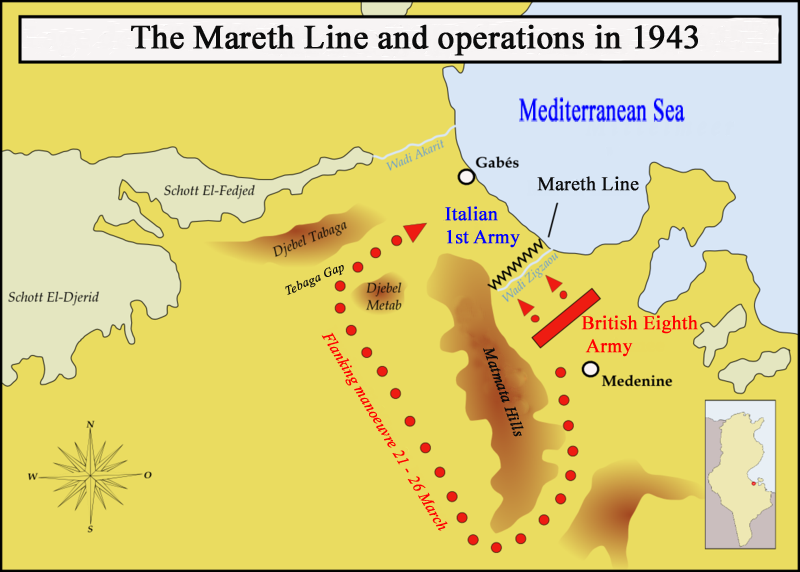
Schéma des opérations britanniques en mars 1943.

La bataille de Mareth a lieu du 16 au 28 mars 1943. Elle coïncide avec la pression exercée alors au centre et au nord de la Tunisie par les forces alliées sur les forces de l'Axe commandées par le général Hans-Jürgen von Arnim. Effectivement, au même moment, les Alliés commencent à retrouver la suprématie aérienne et maritime dans le bassin méditerranéen.
160 000 Alliés affrontent 76 000 hommes de l'Axe. Les Britanniques, aidés de la colonne française du général Leclerc, échouent lors de leurs attaques frontales. Après une contre-attaque manquée sur Médenine (Opération Capri), la ligne est occupée par les unités survivantes de l'Afrikakorps de Rommel devenues la première armée italienne (commandée par le général Giovanni Messe).
Le 19 mars 1943, la 8e armée britannique assaille la ligne (Opération Pugilist). La 50e division d'infanterie britannique parvient avec succès à pénétrer la ligne près de Zarat mais son avancée est anéantie par une contre-attaque de la 15e Panzerdivision (22 mars). Bien que cette attaque britannique soit un échec, Montgomery envoie des corps d'armée, sous la direction du lieutenant général Brian Horrocks, avec la deuxième division néo-zélandaise de Bernard Freyberg, autour des collines de Matmata, pour contourner les positions ennemies, contraignant les Allemands à battre en retraite.
Peu après, le flanc gauche de la 8e armée établit la liaison avec les troupes de George Patton, qui a entre-temps réalisé une forte avancée vers l'est.

## Musée

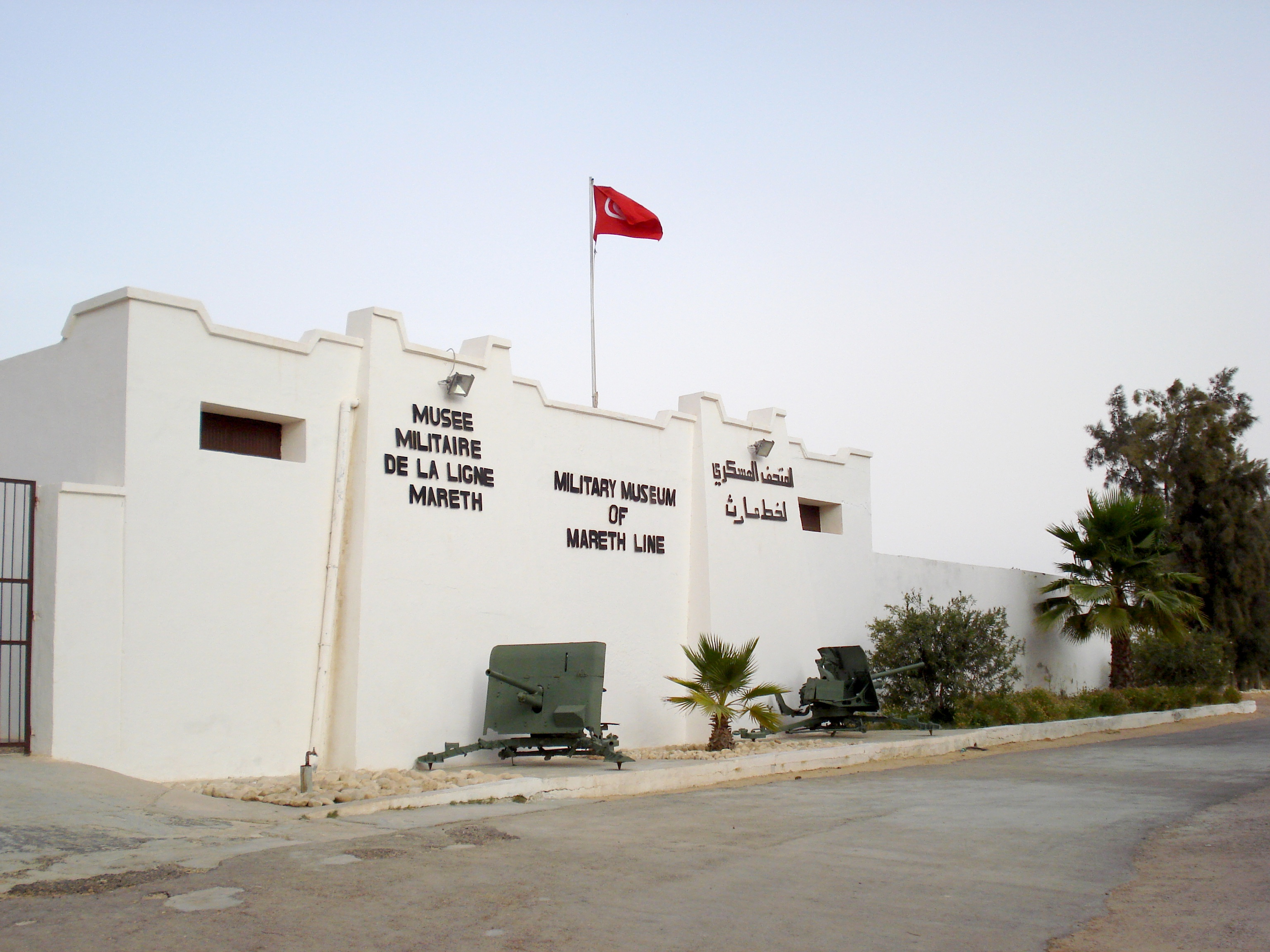
Musée militaire de Mareth.

Le musée militaire de Mareth, construit à proximité d'une position d'infanterie sur les berges de l'oued Zigzaou, rappelle cet épisode de la Seconde Guerre mondiale.